# Playa Luna
Playa Luna es la única playa nudista reconocida que existe en Chile. Se encuentra ubicada en la Región de Valparaíso, en la comuna de Puchuncaví, entre la localidad de Horcón y el balneario de Maitencillo. Se accede por el km 50 de la Ruta F-30-E, ruta costera que va desde Concón a Papudo.

## Historia
El nombre Playa Luna se debe a su creador, el fotógrafo René Rojas, pionero del nudismo en Chile, quien organizó a un grupo de nudistas y bautizaron la playa el 30 de enero de 2000, para posteriormente crear el "Club Playa Luna". El sitio es conocido desde la década de 1960 como lugar de encuentro de algunos pioneros nudistas, aunque sólo en 2001 fue reconocida como playa nudista luego que un juez determinara que no era ilegal practicar el nudismo en esta playa, posterior a que Rojas organizara en el lugar el Primer Encuentro de Nudismo en Chile.
Playa Luna surgió como una necesidad de tener un lugar propio donde asentarse luego de que la antigua playa de Cau-Cau, ubicada en Horcón, fuera invadida por urbanizaciones de condominios durante la década de 1990. Los nudistas de Cau-Cau comenzaron a emigrar más al norte y se asentaron al final de la playa larga de Horcón, en el sector antiguamente denominado «Playa La Iglesia», donde hoy se encuentra Playa Luna.
Cada verano Playa Luna es visitada por cientos de turistas y visitantes, que hacen de este lugar el punto de encuentro de los nudistas chilenos y muchos extranjeros también. Como todas las playas de Chile, es pública y de libre acceso, sin embargo está prohibido acampar. El sector donde se encuentra la playa forma parte de una reserva ambiental donde anida la gaviota dominicana.